# 左恭
左恭（1905年—1976年）字胥之，湖南省湘阴县左家塅人。中华民国及中华人民共和国政治人物。

## 生平
1921年，左恭入长沙协均学校学习，其间常赴毛泽东创办的文化书社阅读进步书刊。在驱逐赵恒惕及抵制日货运动中，左恭结识夏明翰，被推荐参加夏曦主编的《湖南学生联合会周刊》编委会。1924年，左恭加入中国社会主义青年团。1925年，左恭在陶行知的中华教育改进社担任助理员。同年，考入北京大学，半工半读。
1927年，左恭赴南京中国国民党宣传委员会征集科工作，历任干事、总干事、主任等职。1930年，中国国民党内“反蒋援胡”运动正在酝酿，左恭赴广州联系孙科，参加了中国国民党非常委员会，任宣传委员会设计委员。反蒋斗争失败后，左恭于1932年秋逃往日本，在东京自学。1933年，左恭归国，在南京任中山文化教育馆《季刊》主编。
1933年，左恭秘密加入中国共产党，自此在白区开展中共党组织的秘密活动。1935年，左恭以中央通讯社征集部主任这一公开身份，为中共党组织搜集到许多情报。1936年，左恭受中国国民党左派委托并经请示中共党组织同意，为国共联合抗日进行了最早一次接触。1937年，叶剑英、李克农抵达南京，约见左恭，并指示左恭赴广东省，设法打入中国国民党的军界。1938年，左恭抵达广东省后，任余汉谋的第四战区政治部上校主任秘书。1939年，左恭任少将参议兼惠阳、东江游击指挥所政治特派员。1941年皖南事变发生后，左恭向两广高层人士介绍了事件真相。
1941年秋，经中共党组织同意，左恭辞去第四战区参议之职，改任中国国民党粤汉铁路特别党部书记长。1942年至1948年，左恭历任国民政府立法院立法委员、编译处处长、行政院顾问。
中华人民共和国成立后，左恭历任政务院文化教育委员会统计处处长、北京图书馆副馆长、全国第一中心图书馆委员会主任委员、大型图书馆图书分类法编辑委员会主任委员。文化大革命中，左恭因受“刘少奇案”株连，于1968年遭到秘密逮捕，投入监狱，受到残酷迫害，以致成为残疾人。1975年，左恭获得平反，恢复公职及中共党组织生活。
1976年，左恭逝世。